# První vláda Antonína Švehly
První vláda Antonína Švehly existovala od 7. října 1922 do 9. prosince 1925. Jednalo se o vládu tzv. Všenárodní koalice a v pořadí 6. československou vládu období první republiky.. Vláda podala demisi v den parlamentních voleb 15. listopadu 1925.

## Složení vlády
| Strana                                            | Strana                                                             | Portfej                           | Ministr           | Nástup do úřadu  | Odchod z úřadu    |
| ------------------------------------------------- | ------------------------------------------------------------------ | --------------------------------- | ----------------- | ---------------- | ----------------- |
|                                                   | Republikánská strana zemědělského a malorolnického lidu            | Ministerský předseda              | Antonín Švehla    | 7. října 1922    | 9. prosince 1925  |
| Ministr vnitra                                    | Republikánská strana zemědělského a malorolnického lidu            | Jan Malypetr                      | 7. října 1922     | 9. prosince 1925 |                   |
| Ministr národní obrany                            | Republikánská strana zemědělského a malorolnického lidu            | František Udržal                  | 7. října 1922     | 9. prosince 1925 |                   |
| Ministr zemědělství                               | Republikánská strana zemědělského a malorolnického lidu            | Milan Hodža                       | 7. října 1922     | 9. prosince 1925 |                   |
|                                                   | Československá sociálně demokratická strana dělnická               | Ministr školství a národní osvěty | Rudolf Bechyně    | 7. října 1922    | 3. října 1924     |
| Ivan Markovič (správce)                           | Československá sociálně demokratická strana dělnická               | Ministr školství a národní osvěty | 3. října 1924     | 9. prosince 1925 |                   |
| Ministr veřejných prací                           | Československá sociálně demokratická strana dělnická               | Antonín Srba                      | 7. října 1922     | 9. prosince 1925 |                   |
| Ministr sociální péče                             | Československá sociálně demokratická strana dělnická               | Gustav Habrman                    | 7. října 1922     | 28. března 1925  |                   |
| Ministr sociální péče                             | Československá sociálně demokratická strana dělnická               | Lev Winter                        | 28. března 1925   | 9. prosince 1925 |                   |
| Ministr unifikací                                 | Československá sociálně demokratická strana dělnická               | Ivan Markovič                     | 7. října 1922     | 9. prosince 1925 |                   |
|                                                   | Československá strana lidová                                       | Ministr spravedlnosti             | Josef Dolanský    | 7. října 1922    | 9. prosince 1925  |
| Ministr veřejného zdravotnictví a tělesné výchovy | Československá strana lidová                                       | Jan Šrámek                        | 7. října 1922     | 9. prosince 1925 |                   |
|                                                   | Československá strana socialistická                                | Ministr železnic                  | Jiří Stříbrný     | 7. října 1922    | 20. července 1925 |
| Emil Franke (správce)                             | Československá strana socialistická                                | Ministr železnic                  | 20. července 1925 | 9. prosince 1925 |                   |
| Ministr pošt a telegrafů                          | Československá strana socialistická                                | Alois Tučný                       | 7. října 1922     | 18. února 1924   |                   |
| Ministr pošt a telegrafů                          | Československá strana socialistická                                | Emil Franke (správce)             | 18. února 1924    | 9. prosince 1925 |                   |
| Ministr pro zásobování lidu                       | Československá strana socialistická                                | Emil Franke                       | 7. října 1922     | 9. prosince 1925 |                   |
|                                                   | Nestraničtí ministři (od 1923 Československá strana socialistická) | Ministr zahraničních věcí         | Edvard Beneš      | 7. října 1922    | 9. prosince 1925  |
|                                                   | Československá národní demokracie                                  | Ministr financí                   | Alois Rašín       | 7. října 1922    | 18. února 1923    |
| Bohdan Bečka                                      | Československá národní demokracie                                  | Ministr financí                   | 24. února 1923    | 9. prosince 1925 |                   |
| Ministr průmyslu, obchodu a živností              | Československá národní demokracie                                  | Ladislav Novák                    | 7. října 1922     | 9. prosince 1925 |                   |
|                                                   | Nestraničtí ministři                                               | Ministr pro správu Slovenska      | Jozef Kállay      | 7. října 1922    | 9. prosince 1925  |